# Boulazac Basket Dordogne
Il Boulazac Basket Dordogne è una società cestistica avente sede a Boulazac, in Francia. Fondata nel 1992, gioca nel campionato francese.
Disputa le partite interne nella Salle des sports du Palio, che ha una capacità di 5.200 spettatori.

## Roster 2020-2021
Aggiornato al 13 maggio 2021.
|    | Naz.                                                      | Ruolo | Sportivo              | Anno | Alt. | Peso |  |
| -- | --------------------------------------------------------- | ----- | --------------------- | ---- | ---- | ---- |  |
| 1  | Canada (bandiera)                                         | G     | Aaron Best            | 1992 | 193  | 85   |  |
| 2  | Francia (bandiera)                                        | AP    | Léo Billon            | 2001 | 197  | 82   |  |
| 5  | Francia (bandiera)                                        | G     | Kevin Harley          | 1994 | 196  | 86   |  |
| 6  | Stati Uniti (bandiera)                                    | AP    | John Flowers          | 1989 | 201  | 98   |  |
| 8  | Francia (bandiera)                                        | P     | Benjamin Sene         | 1994 | 186  | 82   |  |
| 9  | Francia (bandiera) · Camerun (bandiera)                   | G     | Jérémy Nzeulie        | 1991 | 188  | 89   |  |
| 11 | Senegal (bandiera)                                        | AG    | Mouhammad Faye        | 1985 | 208  | 98   |  |
| 14 | Benin (bandiera)                                          | C     | Mouphtaou Yarou       | 1990 | 206  | 116  |  |
| 15 | Canada (bandiera)                                         | AC    | Owen Klassen          | 1991 | 208  | 115  |  |
| 19 | Francia (bandiera)                                        | P     | Paul Billong          | 2001 | 193  | 91   |  |
| 20 | Francia (bandiera)                                        | A     | Jean-Frédéric Morency | 1989 | 200  | 86   |  |
| 22 | Stati Uniti (bandiera)                                    | P     | Cameron Wells         | 1988 | 186  | 94   |  |
| 23 | Gambia (bandiera)                                         | C     | Babacar Mbye          | 2002 | 213  |      |  |
| 33 | Rep. del Congo (bandiera) · Rep. Centrafricana (bandiera) | AG    | Max Kouguere          | 1987 | 198  | 95   |  |
| 35 | Slovenia (bandiera)                                       | AG    | Tine Kotnik           | 2000 | 205  | 100  |  |

### Staff tecnico
| Allenatore:      | Nikola Antić     |
| Vice allenatore: | Anthony Stanford |